# سان دوني (ريونيون)
سان دوني هي العاصمة الإدارية لجزيرة الريونيون في المحيط الهندي والتابعة لفرنسا سياسيا. تقع سان ديني في أقصى شمال الجزيرة بالقرب من مصب نهر سان ديني.

## تاريخ
تأسست المدينة عام 1969 وأصبحت عاصمة لجزيرة الريونيون عام 1738.

## المناخ
يظهر الجدول التالي التغييرات المناخية على مدار السنة لسان دوني:
| البيانات المناخية لـسان دوني      | البيانات المناخية لـسان دوني | البيانات المناخية لـسان دوني | البيانات المناخية لـسان دوني | البيانات المناخية لـسان دوني | البيانات المناخية لـسان دوني | البيانات المناخية لـسان دوني | البيانات المناخية لـسان دوني | البيانات المناخية لـسان دوني | البيانات المناخية لـسان دوني | البيانات المناخية لـسان دوني | البيانات المناخية لـسان دوني | البيانات المناخية لـسان دوني | البيانات المناخية لـسان دوني |
| الشهر                             | يناير                        | فبراير                       | مارس                         | أبريل                        | مايو                         | يونيو                        | يوليو                        | أغسطس                        | سبتمبر                       | أكتوبر                       | نوفمبر                       | ديسمبر                       | المعدل السنوي                |
| --------------------------------- | ---------------------------- | ---------------------------- | ---------------------------- | ---------------------------- | ---------------------------- | ---------------------------- | ---------------------------- | ---------------------------- | ---------------------------- | ---------------------------- | ---------------------------- | ---------------------------- | ---------------------------- |
| الدرجة القصوى °م (°ف)             | 35.2 (95.4)                  | 34.0 (93.2)                  | 33.1 (91.6)                  | 31.6 (88.9)                  | 30.5 (86.9)                  | 29.9 (85.8)                  | 29.0 (84.2)                  | 28.2 (82.8)                  | 29.0 (84.2)                  | 30.5 (86.9)                  | 31.8 (89.2)                  | 32.9 (91.2)                  | 35.2 (95.4)                  |
| متوسط درجة الحرارة الكبرى °م (°ف) | 30.1 (86.2)                  | 30.1 (86.2)                  | 29.7 (85.5)                  | 29.1 (84.4)                  | 27.5 (81.5)                  | 26.1 (79.0)                  | 25.2 (77.4)                  | 25.3 (77.5)                  | 25.8 (78.4)                  | 26.8 (80.2)                  | 28.0 (82.4)                  | 29.1 (84.4)                  | 27.7 (81.9)                  |
| متوسط درجة الحرارة الصغرى °م (°ف) | 23.5 (74.3)                  | 23.7 (74.7)                  | 23.2 (73.8)                  | 22.1 (71.8)                  | 20.6 (69.1)                  | 18.9 (66.0)                  | 18.1 (64.6)                  | 18.0 (64.4)                  | 18.6 (65.5)                  | 19.6 (67.3)                  | 20.9 (69.6)                  | 22.4 (72.3)                  | 20.8 (69.4)                  |
| أدنى درجة حرارة °م (°ف)           | 18.2 (64.8)                  | 18.6 (65.5)                  | 18.4 (65.1)                  | 15.6 (60.1)                  | 15.4 (59.7)                  | 13.6 (56.5)                  | 12.9 (55.2)                  | 12.8 (55.0)                  | 13.0 (55.4)                  | 13.4 (56.1)                  | 15.0 (59.0)                  | 17.8 (64.0)                  | 12.8 (55.0)                  |
| معدل هطول الأمطار مم (إنش)        | 278.6 (10.97)                | 351.0 (13.82)                | 232.5 (9.15)                 | 154.3 (6.07)                 | 97.6 (3.84)                  | 76.9 (3.03)                  | 57.8 (2.28)                  | 57.8 (2.28)                  | 50.0 (1.97)                  | 43.4 (1.71)                  | 70.0 (2.76)                  | 188.7 (7.43)                 | 1٬658٫6 (65.31)              |
| متوسط الأيام الممطرة              | 13.30                        | 14.33                        | 13.03                        | 11.30                        | 9.60                         | 7.17                         | 8.83                         | 9.60                         | 8.07                         | 7.13                         | 5.93                         | 11.13                        | 119.42                       |
| ساعات سطوع الشمس الشهرية          | 210.6                        | 202.3                        | 214.2                        | 221.4                        | 213.9                        | 211.7                        | 220.1                        | 214.1                        | 212.2                        | 210.5                        | 213.3                        | 227.9                        | 2٬572٫2                      |
| المصدر: Meteo France              |                              |                              |                              |                              |                              |                              |                              |                              |                              |                              |                              |                              |                              |

## توأمة
لسان دوني (ريونيون) اتفاقيات توأمة مع كل من:
- نيس
- متز
- طنجة

## أعلام
- تييري روبرت
- فرانسوا بيير أليب
- إزنيل آملين
- روني روديلين
- مانو باييت
- رايمون باغ
- جان ميشيل كلود ريتشارد